# بيت ستودار
بيت ستودار هو لاعب كرة قدم سويسري في مركز الدفاع، ولد في 1968. لعب مع نادي آراو.